# 埃泽拉克
埃泽拉克（法語：Eyzerac）是法国多尔多涅省的一个市镇，属于农特龙区（Nontron）蒂维耶尔县（Thiviers）。该市镇总面积11.03平方公里，2009年时的人口为573人。

## 人口
埃泽拉克人口变化图示